# Lancer du javelot masculin aux Jeux olympiques d'été de 1952
Navigation
Londres 1948 Melbourne 1956
L'épreuve du lancer du javelot masculin aux Jeux olympiques de 1952 s'est déroulée le 24 juillet 1952 au Stade olympique d'Helsinki, en Finlande.  Elle est remportée par l'Américain Cyrus Young.

## Résultats

### Finale
| Rang               | Athlète            | Pays             | Essais | Essais | Essais | Essais | Essais | Essais | Marque | Notes |
| Rang               | Athlète            | Pays             | 1      | 2      | 3      | 4      | 5      | 6      | Marque | Notes |
| ------------------ | ------------------ | ---------------- | ------ | ------ | ------ | ------ | ------ | ------ | ------ | ----- |
| Médaille d'or      | Cyrus Young        | États-Unis       | 68.45  | 73.78  | 72.80  | 65.73  | 71.73  | x      | 73.78  | OR    |
| Médaille d'argent  | Bill Miller        | États-Unis       | 72.46  | 71.65  | 63.95  | 65.41  | 66.97  | 70.45  | 72.46  |       |
| Médaille de bronze | Toivo Hyytiäinen   | Finlande         | 71.89  | 71.24  | 70.25  | 70.00  | 69.55  | 71.16  | 71.89  |       |
| 4                  | Viktor Tsybulenko  | Union soviétique | 71.72  | 70.44  | 66.48  | 71.37  | 66.49  | x      | 71.72  |       |
| 5                  | Branko Dangubić    | Yougoslavie      | 66.21  | 61.09  | 70.55  | 58.94  | x      |        | 70.55  |       |
| 6                  | Vladimir Kuznetsov | Union soviétique | 70.37  | 65.71  | 64.81  | 56.16  | 58.08  | 60.10  | 70.37  |       |
| 7                  | Ragnar Ericzon     | Suède            | 69.04  | 64.55  | 68.02  |        |        |        | 69.04  |       |
| 8                  | Soini Nikkinen     | Finlande         | 68.80  | 64.08  | 61.58  |        |        |        | 68.80  |       |
| 9                  | Bud Held           | États-Unis       | 68.42  | x      | x      |        |        |        | 68.42  |       |
| 10                 | Per-Arne Berglund  | Suède            | 58.93  | 67.47  | 64.13  |        |        |        | 67.47  |       |
| 11                 | Otto Bengtsson     | Suède            | 65.50  | 63.92  | 64.58  |        |        |        | 65.50  |       |
| 12                 | Herbert Koschel    | Allemagne        | x      | 64.54  | 64.06  |        |        |        | 64.54  |       |
| 13                 | Yury Shcherbakov   | Union soviétique | 64.52  | 60.09  | 60.79  |        |        |        | 64.52  |       |
| 14                 | Dick Miller        | Grande-Bretagne  | x      | 63.75  | 59.64  |        |        |        | 63.75  |       |
| 15                 | Ricardo Héber      | Argentine        | 60.43  | 62.70  | 62.82  |        |        |        | 62.82  |       |
| 16                 | Eino Leppänen      | Finlande         | 58.28  | 62.61  | x      |        |        |        | 62.61  |       |
| 17                 | Amos Matteucci     | Italie           | 59.75  | 61.67  | 61.38  |        |        |        | 61.67  |       |